# Pterolophia baiensis
Pterolophia baiensis là một loài bọ cánh cứng trong họ Cerambycidae.